# Frans Dille
Frans Dille (Antwerpen, 31 mei 1909 - 9 oktober 1999) was een Belgisch etser en mecenas.

## Levensloop
Frans Dille studeerde aan de normaalschool in Antwerpen en werd onderwijzer. Hij stond voor de klas in Niel, Oorderen en Antwerpen. Hij volgde niettemin lessen aan de Koninklijke Academie voor Schone Kunsten en kon hierna als tekenleraar les geven aan het Stedelijk Instituut voor Sierkunsten en Ambachten, belast met een cursus boekillustratie en kunstgeschiedenis. Hij werd later in die school onderdirecteur.
Hij begon daarnaast aan een artistieke carrière. Toen hij rond 1930 debuteerde, werd hij voor zijn lino's vooral geïnspireerd door de 'Groep van Vijf' en meer bepaald door Frans Masereel.
Hij verleende zijn medewerking aan talrijke dag-, week- en maandbladen, onder meer aan De Stem der Vrouw. Hij ontwierp ook decors en kostuums voor het Nationaal Toneel te Antwerpen en voor de dansschool van Jeanne Brabants. Hij nam deel aan tentoonstellingen in Gent en Antwerpen, in New York, Milaan en Warschau.
Vanaf de Tweede Wereldoorlog gebruikte hij meest de droge naald, waardoor ook zijn stijl veranderde. De inhoud van zijn werken werd meer surrealistisch en behandelde vooral het thema van leven en dood. Daarnaast behoorden insecten, planten en bloemen tot zijn geliefkoosde onderwerpen. Hij hield het niet enkel bij het etsen. Hij was ook schilder, tekenaar, houtsnijder en graficus.
Tijdens de jaren 1950-1970 legde hij zich toe op de lithografie en hij experimenteerde ook met combinaties van verschillende grafische technieken zoals de ets, aquatint, droge naald en vernis mou. Hij tekende zowel abstract als figuratief, dit laatste vooral voor zijn planten en landschappen, waarvoor hij de modellen onder meer in Spanje ging zoeken.
Na de jaren zeventig evolueerde hij naar een realisme waarin vooral het thema van de natuur en de menselijke vergankelijkheid werd uitgewerkt.

## Schenking Frans Dille
Dille schonk praktisch zijn volledige grafisch oeuvre aan het Prentenkabinet van de stad Antwerpen. Hij wilde zijn werk samen houden en toegankelijk maken binnen een openbare instelling.
Het Prentenkabinet heeft tentoonstellingen gewijd aan zijn oeuvre.

## Privé
Dille was in 1932 getrouwd met Vogelina Lobe (1912-1997), die een feministische militante was. Ze kregen een zoon en een dochter. Het gezin was zeer bevriend met Mathilde Schroyens, later burgemeester van Antwerpen.
Zijn stoffelijk overschot werd bijgezet op het Schoonselhof (perk R, rij 6) in Antwerpen.

## Frans Dilleprijs
De driejaarlijkse Prijs Frans Dille wordt toegekend aan veelbelovend talent in de teken- en of grafiekkunst en is bestemd voor studenten en recent afgestudeerden uit het hoger kunstonderwijs.
- Adriaan Marin wint de Prijs Frans Dille 2018-2019[1]

- Elia Vanderheyden wint de Prijs Frans Dille 2021-2022 [2]